# Raakvlak
Het raakvlak aan een oppervlak in drie dimensies in een punt van dat oppervlak is de verzameling van alle rechten die door dat punt gaan en in dat punt loodrecht op de plaatselijke normaalvector aan het oppervlak staan. Het is een uitbreiding in drie dimensies van het begrip raaklijn aan een vlakke kromme. Het is tevens een speciaal geval van de meer algemenere raakruimte in {\displaystyle n} dimensies.

## Raakvlak aan een impliciet gegeven oppervlak

### Vergelijking

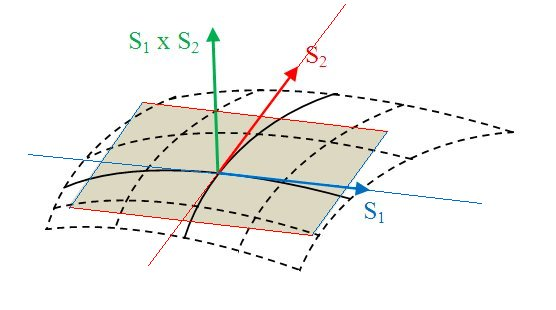
De normaalvector (groen) in een punt van een oppervlak kan worden bekomen als vectorproduct van twee raakvectoren (rood en blauw) aan het oppervlak. Elk van deze raakvectoren ontstaat als raakvector aan een ruimtekromme die ontstaat door een van de parameters constant te houden.

Stel dat een oppervlak in drie dimensies gegeven is door middel van de vergelijking:
{\displaystyle F(x,y,z)=0}
Dit voorschrift legt één gezamenlijke voorwaarde op aan de drie coördinaten, waardoor er slechts twee onafhankelijk kunnen gekozen worden.
Laat
{\displaystyle P_{0}=(x_{0},y_{0},z_{0})}
een punt zijn dat op dit oppervlak ligt, en de drie partiële afgeleiden van {\displaystyle F} in dat punt bestaan en niet alle drie tegelijk nul zijn. Dan kan men bewijzen dat alle raaklijnen in dat punt loodrecht op de vector
{\displaystyle {\vec {n}}_{0}=\left({\frac {\partial F}{\partial x}}(P_{0}),{\frac {\partial F}{\partial y}}(P_{0}),{\frac {\partial F}{\partial z}}(P_{0})\right)}
staan. Merk op dat deze vector alleen afhangt van het gegeven oppervlak en het gekozen punt. De raaklijnen vormen dan samen het raakvlak, en de vector {\displaystyle {\vec {n}}_{0}} is de normaalvector van dat raakvlak. De cartesische vergelijking van het raakvlak in het gegeven punt is dan:
{\displaystyle {\frac {\partial F}{\partial x}}(P_{0})(x-x_{0})+{\frac {\partial F}{\partial y}}(P_{0})(y-y_{0})+{\frac {\partial F}{\partial z}}(P_{0})(z-z_{0})=0}

### Voorbeeld
Beschouw het oppervlak
{\displaystyle x^{2}y-3z=1}
en het punt
{\displaystyle P_{0}=(2,1,1)}
op dat oppervlak. De drie partiële afgeleiden zijn:
{\displaystyle (2xy,\,x^{2},\,-3)}
Als de coördinaten van het punt worden ingevuld, verkrijgt men de plaatselijke normaalvector
{\displaystyle (4,\,4,\,-3)}
Het raakvlak in het genoemde punt is bijgevolg:
{\displaystyle 4(x-2)+4(y-1)-3(z-1)=0}

## Raakvlak aan een oppervlak bepaald door twee parameters

### Vergelijking
Een oppervlak {\displaystyle S} in drie dimensies kan ook beschreven worden door middel van drie coördinaten {\displaystyle (x,y,z)} die functie zijn van een koppel onafhankelijke parameters {\displaystyle (u,v)}. Dit is een voorbeeld van een zogenaamde parametervergelijking, die in dit geval de volgende gedaante heeft:
{\displaystyle S:{\begin{matrix}f(u,v)\\g(u,v)\\h(u,v)\end{matrix}}}
Een punt {\displaystyle P_{0}} op het oppervlak {\displaystyle S} wordt nu bepaald door twee waarden {\displaystyle u_{0}} en {\displaystyle v_{0}} die via bovenstaande voorschriften de coördinaten van dat punt bepalen. Een punt op het oppervlak {\displaystyle S} is dus te schrijven als:
{\displaystyle P_{0}=(f(u_{0},v_{0}),g(u_{0},v_{0}),h(u_{0},v_{0}))}
Door nu in de vergelijkingen van het oppervlak {\displaystyle S} eerst eens de tweede parameter constant {\displaystyle v=v_{0}} te houden, verkrijgt men een ruimtekromme {\displaystyle K_{1}} die in het oppervlak ligt, en wordt doorlopen door middel van de eerste parameter {\displaystyle u}. Deze ruimtekromme gaat door het punt {\displaystyle P_{0}} en bereikt dit punt meer bepaald, als {\displaystyle u=u_{0}}. Deze ruimtekromme is dus:
{\displaystyle K_{1}:{\begin{matrix}f(u,v_{0})\\g(u,v_{0})\\h(u,v_{0})\end{matrix}}}
De richting van de raaklijn aan een ruimtekromme wordt in het algemeen gegeven door de vector bestaande uit partiële afgeleiden naar haar parameter. Bijgevolg wordt de raakvector in het punt {\displaystyle P_{0}} aan deze ruimtekromme dan bepaald door de partiële afgeleiden:
{\displaystyle T_{1}=[f'_{u}(u_{0},v_{0}),\,g'_{u}(u_{0},v_{0}),\,h'_{u}(u_{0},v_{0})]}
Op dezelfde manier kan men, door eens de parameter {\displaystyle u} constant te houden, een tweede ruimtekromme {\displaystyle K_{2}} door het punt {\displaystyle P_{0}} krijgen die alleen van de tweede parameter {\displaystyle v} afhangt. De raakvector aan deze tweede ruimtekromme is dan op analoge wijze:
{\displaystyle T_{2}=[f'_{v}(u_{0},v_{0}),\,g'_{v}(u_{0},v_{0}),\,h'_{v}(u_{0},v_{0})]}
Deze twee raakvectoren liggen in het gevraagde raakvlak, en bijgevolg staat hun vectorproduct :
{\displaystyle T=T_{1}\times T_{2}=(A,B,C)}
loodrecht op dat raakvlak. Dit vectorproduct kan dus dienstdoen als normaalvector van het raakvlak, dat bijgevolg volledig bekend is:
{\displaystyle A(x-x_{0})+B(y-y_{0})+C(z-z_{0})=0}

### Voorbeeld
Het punt
{\displaystyle P_{0}=(13,6,9)}
op de ruimtekromme gegeven door:
{\displaystyle {\begin{matrix}x=u^{2}+4v\\y=2uv\\z=uv^{2}\end{matrix}}}
heeft de parameterwaarden {\displaystyle u=1} en {\displaystyle v=3}.
De partiële afgeleiden naar {\displaystyle u} in deze parameterwaarden geven een eerste raakvector:
{\displaystyle T_{1}=(2,6,9)}
De partiële afgeleiden naar {\displaystyle v} geven een tweede raakvector:
{\displaystyle T_{2}=(4,2,6)}
Het vectorproduct
{\displaystyle T_{1}\times T_{2}=(18,24,-20)\ //\ (9,12,-10)}
is dan een normaalvector in {\displaystyle P_{0}}. Het raakvlak heeft dus als vergelijking:
{\displaystyle 9(x-13)+12(y-6)-10(z-9)=0}